# Araneus tubabdominus
Araneus tubabdominus là một loài nhện trong họ Araneidae.
Loài này thuộc chi Araneus. Araneus tubabdominus được miêu tả năm 1993 bởi Zhu & Zhang.